# 7dies
7Dies es un periódico de publicación semanal y de carácter gratuito, en catalán, que se edita en la población barcelonesa de Villafranca del Panadés, editándose cada martes, y que se distribuye a través de expositores y establecimientos comerciales y oficiales colaboradores.